# ムハンマド・アブドゥルワッハーブ

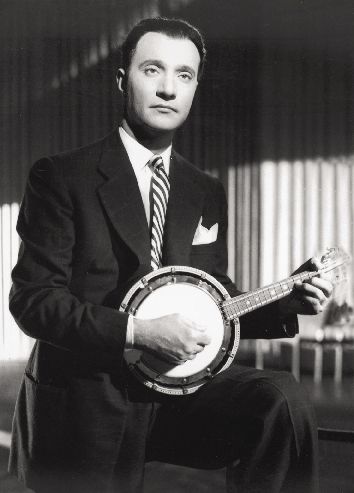
ムハンマド・アブドゥル・ワッハーブ

ムハンマド・アブドゥルワッハーブ（محمد عبد الوهاب; 英: Mohammed Abdel Wahab; 1902年3月13日 - 1991年5月4日）は、エジプトの作曲家、歌手、俳優。

## 生涯
ムハンマド・アブドゥルワッハーブは、20世紀の初頭にエジプトのカイロで生まれた。幼少期から音楽と演劇に魅せられ、家族の反対を押し切って劇場で歌を歌った。1926年にミュージカル演劇『アントニーとクレオパトラ』で主役を務めたあと、すぐにミュージカル映画の世界に入った。1930年代から1940年代にかけて、ムハンマド・アブドゥルワッハーブはいくつかのミュージカル映画の映画音楽の作曲を手掛けている。
ムハンマド・アブドゥルワッハーブは、ウンム・クルスーム、ファリード・アトラシュ、アブドゥルハリーム・ハーフィズと並ぶアラブ音楽の巨匠とされる。ムハンマド・アブドゥルワッハーブがアラブ音楽にもたらした革新としては、伴奏楽器の拡大と西洋音楽のリズム・メロディーの導入とが挙げられる。ムハンマド・アブドゥルワッハーブは伝統的なタフト・アンサンブルに、チェロ、アコーディオン、カスタネット、ピアノなどの楽器を加えた。また、自作曲のリズムに、ワルツ、サンバ、ルンバ、フォックストロットといった西洋音楽のダンス・リズムを採用した。